# SYSGEN (CP/M)
SYSGEN – dyrektywa nierezydentna systemu CP/M, której wykonanie powoduje zapisanie na dyskietce systemu operacyjnego CP/M, czyli utworzenie dyskietki systemowej. Z tak utworzonej dyskietki można uruchamiać system operacyjny.
Dyrektywa ta ma postać:
SYSGEN
Jak widać powyżej, dyrektywa nie oczekuje argumentów wywołania, bowiem obsługa procesu przenoszenia systemu odbywa się w sposób konwersacyjny. Po uruchomieniu tego polecenia, program SYSGEN wyprowadza odpowiednie komunikaty i oczekuje na podanie literowego oznaczenia napędu dyskietek:
- źródłowego, z którego będzie kopiowany system, domyślnie przyjmowany jest napęd A, a następnie
- docelowego, na którym system ma być zapisany; po zapisaniu systemu, istnieje możliwość wskazania kolejnego napędu, może to być ten sam napęd, wystarczy zmiana dyskietki na kolejną; w ten sposób można przygotować wiele kopii systemu, aż do naciśnięcia klawisza CR, bez podania napędu docelowego, co zakończy działanie programu SYSGEN.

Polecenie to umożliwia również zapis systemu CP/M, przygotowanego wcześniej poleceniem MOVCPM, a więc przystosowanego do specyficznej konfiguracji sprzętu, np. innej ilości pamięci operacyjnej.
System zapisywany jest w ścieżkach 0 i 1 dyskietki docelowej. Dyskietka docelowa musi być wcześniej sformatowana. Polecenie to przenosi jedynie podstawowe moduły systemu. Tak więc w systemie uruchomionym z tak przygotowanej dyskietki dostępne są jedynie dyrektywy rezydentne systemu. Pozostałe programy, jako oddzielne pliki, muszą zostać skopiowane – jeżeli mają być dostępne – po utworzeniu dyskietki systemowej, np. za pomocą polecenia PIP.